# Grammy Award for Best Soul Gospel Performance by a Duo or Group, Choir or Chorus
Der Grammy Award for Soul Gospel Performance by a Duo or Group, Choir or Chorus, auf Deutsch „Grammy-Auszeichnung für die beste Soul-Gospel-Darbietung eines Duos, einer Gruppe oder eines Chores“, ist ein Musikpreis, der von 1984 bis 1990 von der amerikanischen Recording Academy im Bereich der Gospelmusikverliehen wurde.

## Geschichte und Hintergrund
Die seit 1959 verliehenen Grammy Awards werden jährlich in zahlreichen Kategorien von der Recording Academy in den Vereinigten Staaten vergeben, um künstlerische Leistung, technische Kompetenz und hervorragende Gesamtleistung ohne Rücksicht auf die Album-Verkäufe oder Chart-Position zu würdigen.
Eine dieser Kategorien war der Grammy Award for Best Soul Gospel Performance by a Duo or Group, Choir or Chorus. Der Preis wurde von 1984 bis 1990 vergeben. Zur gleichen Zeit wurde der Grammy Award for Best Soul Gospel Performance, Female, der Grammy Award for Best Soul Gospel Performance, Male und 1990 der Grammy Award for Best Soul Gospel Performance, Male or Female vergeben.

## Gewinner und Nominierte
| Jahr | Gewinner                         | Nationalität       | Werk                                | Nominierte | Bild des/der Gewinner(s) |
| ---- | -------------------------------- | ------------------ | ----------------------------------- | ---------- | ------------------------ |
| 1984 | Barbara Mandrell und Bobby Jones | Vereinigte Staaten | I’m So Glad I’m Standing Here Today |            |                          |
| 1985 | Shirley Caesar und Al Green      | Vereinigte Staaten | Sailin’ on the Sea of Your Love     |            |                          |
| 1986 | The Winans                       | Vereinigte Staaten | Tomorrow                            |            |                          |
| 1987 | The Winans                       | Vereinigte Staaten | Let My People Go                    |            |                          |
| 1988 | Anita Baker & The Winans         | Vereinigte Staaten | Ain’t No Need to Worry              |            |                          |
| 1989 | Take 6                           | Vereinigte Staaten | Take 6                              |            |                          |
| 1990 | Daniel Winans                    | Vereinigte Staaten | Let Brotherly Love Continue         |            |                          |